# Juan de Tovar
Juan de Tovar (1543-1623) fue un sacerdote jesuita y escritor novohispano. 

## Biografía
Fue uno de los hijos numerosos del capitán Juan de Tovar, quien llegó junto con Pánfilo de Narváez durante la conquista de México. Su madre fue una mestiza, nieta del conquistador Diego de Colio. De su madre aprendió varias lenguas indígenas en especial el náhuatl, el otomí y el mazahua, llegó a hablarlas con gran fluidez, siendo considerado como el «Cicerón mexicano».
En 1573 ingresó en la Compañía de Jesús y recorrió varias zonas de México recogiendo diversos testimonios de los indígenas hasta su muerte.
Como sacerdote jesuita impulsó el cultivo de las lenguas mexicanas entre los seminaristas, ya que junto el latín y el griego debían aprender primero el nahuátl antes de estudiar la filosofía y teología.
Como escritor plasmó una visión indigenista, describiendo las tradiciones indígenas y el enfrentamiento entre el imperio español y el imperio azteca desde el punto de vista de los vencidos y con una crítica al comportamiento de los vencedores.
Su principal obra fue la Historia de la venida de los indios a poblar a México de las partes remotas de Occidente los sucesos y perigrinaciones del camino a su gobierno, ídolos y templos de ellos, ritos, ceremonias y calendarios de los tiempos, conocido también como el «Manuscrito Tovar» o «Códice Ramírez», realizado en 1585. Este códice compila de manera detallada las ceremonias, gobernantes y dioses aztecas del período precolombino.